# Campeonato Europeu de Hóquei em Patins Masculino de 1971
O Campeonato Europeu de 1971 foi a 30.ª edição do Campeonato Europeu de Hóquei em Patins.

## Participantes
| País               | Participação | Melhor Resultado                                                                  |
| Espanha            | 18.ª         | Campeão (1951, 1954, 1955, 1957 e 1969)                                           |
| Portugal           | 25.ª         | Campeão (1947, 1948, 1949, 1950, 1952, 1956, 1959, 1961, 1963, 1965 e 1967)       |
| Holanda            | 16.ª         | 3.º Lugar (1963, 1967 e 1969)                                                     |
| França             | 29.ª         | 2.º Lugar (1926, 1927, 1928, 1930 e 1931)                                         |
| Suíça              | 30.ª         | 2.º Lugar (1937)                                                                  |
| Alemanha Ocidental | 26.ª         | 2.º Lugar (1932 e 1934)                                                           |
| Itália             | 29.ª         | Campeão (1953)                                                                    |
| Bélgica            | 28.ª         | 2.º Lugar (1947)                                                                  |
| Inglaterra         | 30.ª         | Campeão (1926, 1927, 1928, 1929, 1930, 1931, 1932, 1934, 1936, 1937, 1938 e 1939) |
| ------------------ | ------------ | --------------------------------------------------------------------------------- |

## Resultados
|                    | Portugal | Espanha | Itália | Alemanha | Países Baixos | Bélgica | França | Suíça | Inglaterra |
| ------------------ | -------- | ------- | ------ | -------- | ------------- | ------- | ------ | ----- | ---------- |
| Portugal           |          | 4-2     | 6-1    | 3-4      | 12-2          | 11-3    | 16-0   | 13-0  | 4-0        |
| Espanha            |          |         | 4-1    | 5-1      | 11-5          | 5-0     | 10-1   | 11-0  | 10-3       |
| Itália             |          |         |        | 10-3     | 2-5           | 6-5     | 9-1    | 5-3   | 4-3        |
| Alemanha Ocidental |          |         |        |          | 2-2           | 3-4     | 7-4    | 9-0   | 4-2        |
| Holanda            |          |         |        |          |               | 5-1     | 1-2    | 11-2  | 4-3        |
| Bélgica            |          |         |        |          |               |         | 7-2    | 11-7  | 7-2        |
| França             |          |         |        |          |               |         |        | 7-4   | 9-8        |
| Suíça              |          |         |        |          |               |         |        |       | 4-1        |
| Inglaterra         |          |         |        |          |               |         |        |       |            |

## Classificação final
| Lugar | Seleção            | J | V | E | D | P  | GM | GS | Dif. |
| ----- | ------------------ | - | - | - | - | -- | -- | -- | ---- |
|       | Portugal           | 8 | 7 | 0 | 1 | 14 | 69 | 12 | +57  |
|       | Espanha            | 8 | 7 | 0 | 1 | 14 | 58 | 15 | +43  |
|       | Itália             | 8 | 5 | 0 | 3 | 10 | 38 | 30 | +8   |
| 4     | Alemanha Ocidental | 8 | 4 | 1 | 3 | 9  | 33 | 30 | +3   |
| 5     | Holanda            | 8 | 4 | 1 | 3 | 9  | 35 | 35 | 0    |
| 6     | Bélgica            | 8 | 4 | 0 | 4 | 8  | 38 | 41 | -3   |
| 7     | França             | 8 | 3 | 0 | 5 | 6  | 26 | 62 | -36  |
| 8     | Suíça              | 8 | 1 | 0 | 7 | 2  | 20 | 68 | -48  |
| 9     | Inglaterra         | 8 | 0 | 0 | 8 | 0  | 22 | 46 | -24  |

| Campeões Europeus 1971 |
| ---------------------- |
| Portugal               |
| PORTUGAL 12.º Título   |